# تيري غوديت
تيري غوديت (بالفرنسية: Thierry Goudet)‏ (11 نوفمبر 1962 في فرنسا - ) هو مدرب كرة قدم ولاعب كرة قدم فرنسي في مركز الوسط. لعب مع ستاد رين وستاد لافال ونادي بريست ونادي لوهافر.

## روابط خارجية
- تيري غوديت على موقع قاعدة بيانات كرة القدم.إي يو (الإنجليزية)
- تيري غوديت على موقع Soccerway.com (الإنجليزية)
- تيري غوديت على موقع عالم كرة القدم.نت (الإنجليزية)
- تيري غوديت على موقع GSA (الإنجليزية)